# Eduard Bloch
Pour les articles homonymes, voir Bloch.
Eduard Bloch (30 janvier 1872 – 1er juin 1945) est un médecin juif autrichien, pratiquant à Linz en Autriche. Jusqu'en 1907, le Dr Bloch est le médecin de la famille d'Hitler. Plus tard, après l'annexion de l'Autriche par les nazis, Hitler lui assure une protection spéciale le temps qu'il émigre aux États-Unis.

## Jeunesse et débuts professionnels
Eduard Bloch est né à Frauenberg (aujourd'hui Hluboká nad Vltavou en République tchèque). Il étudie la médecine à Prague, puis sert comme médecin-officier dans l'armée autrichienne. En 1899, il est en poste à Linz, où il ouvre, en 1901 après sa démobilisation, un cabinet médical privé au 12 Landstrasse, dans une maison au style baroque, qui sert aussi d'habitation pour lui et sa petite famille: sa femme Emilie (née Kafka) et leur fille Gertrude (Trude), née en 1903.
Selon Ernst Koref (en) (1891-1988), qui sera maire de Linz après la guerre, le Dr Bloch est particulièrement apprécié par ses patients, principalement par ceux des classes sociales inférieures et les indigents. Il est connu pour se déplacer, même au milieu de la nuit, pour visiter ses malades, en utilisant pour ses visites son hansom cab et portant un ostensible chapeau à large bord. Comme la plupart des Juifs de Linz, la famille Bloch est parfaitement assimilée.

## Docteur de la famille d'Hitler
Le premier membre de la  famille Hitler que le Dr Bloch va voir est le jeune Adolf. En 1904, Hitler, âgé alors de 14-15 ans, est sérieusement malade et est alité avec une infection pulmonaire. Pour cette raison, Hitler est autorisé à abandonner ses études à l'école et à rester chez lui. Cependant, plus tard, en consultant le dossier médical d'Hitler, Eduard Bloch affirmera qu'il ne l'a alors soigné que pour des maladies bénignes, rhumes ou angines, et qu'Hitler n'était ni robuste ni chétif. Il affirmera aussi qu'Hitler n'a jamais eu aucune maladie grave quelle qu'elle soit, et encore moins de maladie pulmonaire.
En 1907, la mère d'Hitler, Klara Hitler, est diagnostiquée avec un cancer du sein. Elle meurt le 21 décembre dans de grandes souffrances, qui nécessitent des sédatifs souvent donnés par Eduard Bloch. En raison de la situation économique de la famille d'Hitler à cette époque, Eduard Bloch a travaillé en réduisant ses honoraires, et même parfois sans se faire payer. Hitler qui a alors 18 ans, lui accorde sa gratitude éternelle (« Ich werde Ihnen ewig dankbar sein » soit en français « Je vous serai éternellement reconnaissant »). Il le confirmera dans une carte postale de 1908 écrite à Eduard Bloch. Le jeune Hitler exprimera aussi sa gratitude et son respect en offrant à Bloch un de ses tableaux, qui, d'après la fille du médecin, Gertrude Kren, a été perdu lors des différents déménagements. Même en 1937, Hitler se renseigne sur la situation du Dr Bloch et l'appelle Edeljude (« noble juif »).
Eduard Bloch aussi a apparemment une certaine affection pour la famille d'Hitler, ce qui va lui servir dans le futur.

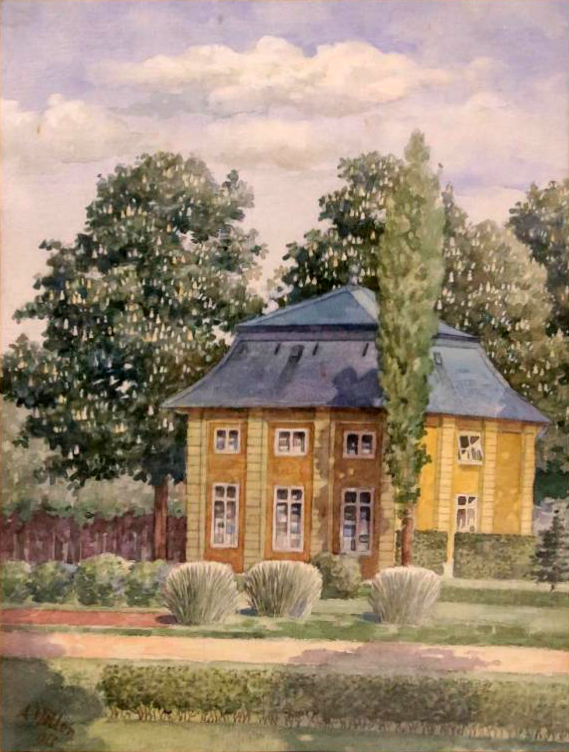
Maison du Docteur Bloch peinte par Adolf Hitler en 1913

## Émigration aux États-Unis
Après l'Anschluss, l'annexion de l'Autriche par le Troisième Reich, en 1938, la vie devient très difficile pour les Juifs autrichiens. Le cabinet du Dr Bloch est fermé le 1er octobre 1938. La fille et le gendre d'Eduard Bloch, son jeune assistant, le Dr Franz Kren (né en 1893 en Autriche, décédé en 1976 aux États-Unis), émigrent vers les États-Unis.
Bloch, qui a alors 66 ans, écrit à Hitler pour lui demander de l'aide. En réponse, il est mis sous la protection spéciale de la Gestapo. C'est le seul Juif de Linz avec ce statut. Il reste dans sa maison avec sa femme, sans être importuné, jusqu'à ce que toutes les formalités pour son émigration aux États-Unis soient réglées.
Sans aucune ingérence des autorités, le couple vend sa maison pour une somme assez importante. Cependant, ils ne sont autorisés à sortir d'Autriche que la somme de 16 marks; normalement pour les Juifs, la somme maximale était fixée à 10 marks.
En 1940, Eduard Bloch émigre et s'installe à New York, dans le Bronx, au 2755 Creston Avenue, mais il ne peut exercer en tant que médecin car son diplôme médical n'est pas reconnu. Il meurt d'un cancer de l'estomac à 73 ans en 1945, pratiquement un mois après la mort d'Hitler. Il est enterré au cimetière juif Beth David, section D, bloc 3, à Elmont, New York,.

## Interviews et mémoires
En 1941 et en 1943 Eduard Bloch est interrogé par l'OSS (Office of Strategic Services), l'ancêtre de la CIA (Central Intelligence Agency), qui désire obtenir des informations sur la jeunesse d'Hitler.
Il publie aussi ses mémoires sur sa rencontre avec celui qui deviendra plus tard le "Führer", dans la revue Collier's Weekly dans lesquelles il fait un tableau remarquablement positif du jeune Hitler, affirmant qu'il se comportait très correctement et qu'il n'était pas un voyou : 
« Ceci n'est simplement pas vrai. Quand il était jeune, il était calme, se comportait bien et était habillé avec soin. Il attendait patiemment dans la salle d'attente jusqu'à ce que ce soit son tour, puis comme tous garçons de quatorze ou quinze ans, s'inclinait et toujours remerciait le docteur poliment. Comme les autres garçons de Linz, il portait un Lederhose court et un chapeau vert en laine avec une plume. Il était grand et pâle et paraissait plus grand que son âge. Ses yeux qu'il avait hérités de sa mère, étaient grands, mélancoliques et méditatifs. Dans une certaine mesure, ce garçon vivait renfermé sur lui-même. Quels rêves rêvait-il, je ne sais pas. »
Il indique aussi que le trait le plus frappant d'Hitler, était son amour pour sa mère:
« Bien qu'Hitler ne soit pas dans le sens usuel du terme un garçon à sa maman, je n'ai jamais été témoin d'un attachement aussi profond. Son amour était mutuel. Klara Hitler adorait son fils. Elle l'encourageait à suivre sa propre voie chaque fois que c'était possible. Par exemple, elle admirait ses peintures à l'eau et ses dessins et soutenait ses ambitions artistiques, à l'opposé de son père, quel qu'en soit le coût pour elle-même comme on pouvait le supposer.  »
Cependant, Eduard Bloch conteste expressément que l'amour d'Hitler pour sa mère soit pathologique.
Dans ses mémoires, il mentionne qu'Hitler était « l'homme le plus triste qu'il ait jamais vu » lorsqu'il apprit la mort imminente de sa mère. Il se souvient que Klara Hitler était une femme pieuse et bienveillante. « Elle se retournerait dans sa tombe si elle savait ce qu'il est devenu ». Selon Eduard Bloch, après la mort de son père, les ressources financières de la famille étaient maigres. Il écrit que Klara Hitler ne se permettait pas la moindre extravagance et vivait frugalement.

## Œuvres sur Eduard Bloch
En dépit de l'affection évidente qu'Hitler montrait pour Eduard Bloch, l'historien américain Rudolph Binion croit qu'il fut l'un des facteurs contribuant à l'antisémitisme d'Hitler, qui conduisit plus tard à la Shoah. À l'opposé, l'historienne autrichienne Brigitte Hamann soutient que l'antisémitisme d'Hitler s'est forgé plus tard, durant les années à Vienne du futur dictateur.
Hedda Wagner (de) (1876-1950), autrice et militante autrichienne pour les droits des femmes et connaissance d'Eduard Bloch (elle vécut à Linz), écrivit un livre qui lui est dédié.
Le roman 1940 de l'écrivain américain Jay Neugeboren (en) (né en 1938) se passe dans le Bronx et traite d'évènements autour d'Eduard Bloch.